# Yōta Shimokawa
Yōta Shimokawa (jap. 下川 陽太, Shimokawa Yōta; * 7. September 1995 in der Präfektur Osaka) ist ein japanischer Fußballspieler.

## Karriere
Yōta Shimokawa erlernte das Fußballspielen in den Jugendmannschaften von Aspergas Ikoma FC und Aspergas FC sowie in der Universitätsmannschaft der Osaka University of Commerce. Von der Universität wurde er 2017 an den Matsumoto Yamaga FC ausgeliehen. Der Verein aus Matsumoto, einer Stadt in der Präfektur Nagano im Zentrum von Honshū, der Hauptinsel von Japan, spielte in der zweithöchsten Liga des Landes, der J2 League. Als Jugendspieler spielte er achtmal in der zweiten Liga. Nach der Ausleihe wurde er von dem Zweitligisten Anfang 2018 fest verpflichtet. Die Saison 2019 wurde er an den Ligakonkurrenten Ehime FC nach Matsuyama ausgeliehen. Für Ehime absolvierte er 37 Zweitligaspiele. 2020 wechselte er ebenfalls auf Leihbasis zum Zweitligisten Zweigen Kanazawa nach Kanazawa. Für Zweigen stand er 26-mal in der zweiten Liga auf dem Spielfeld. Nach der Ausleihe kehrte er zu Matsumoto zurück. Nach Ende der Saison 2021 belegte er mit dem Verein aus Matsumoto den letzten Tabellenplatz und musste in die dritte Liga absteigen.